# Neptunus basilika
Neptunus basilika (latin: Basilica Neptuni) var en basilika vid Pantheon och Agrippas termer på centrala Marsfältet i antikens Rom. Basilikan uppfördes av Agrippa till Neptunus ära för att fira sjösegrarna vid Mylae, Naulochus och Actium.
Basilikans marmorfris var smyckad med delfiner, musselskal och treuddar samt akantusblad och palmetter. Basilikan eldhärjades år 80 e.Kr. och återuppbyggdes av kejsar Hadrianus.

## Bilder

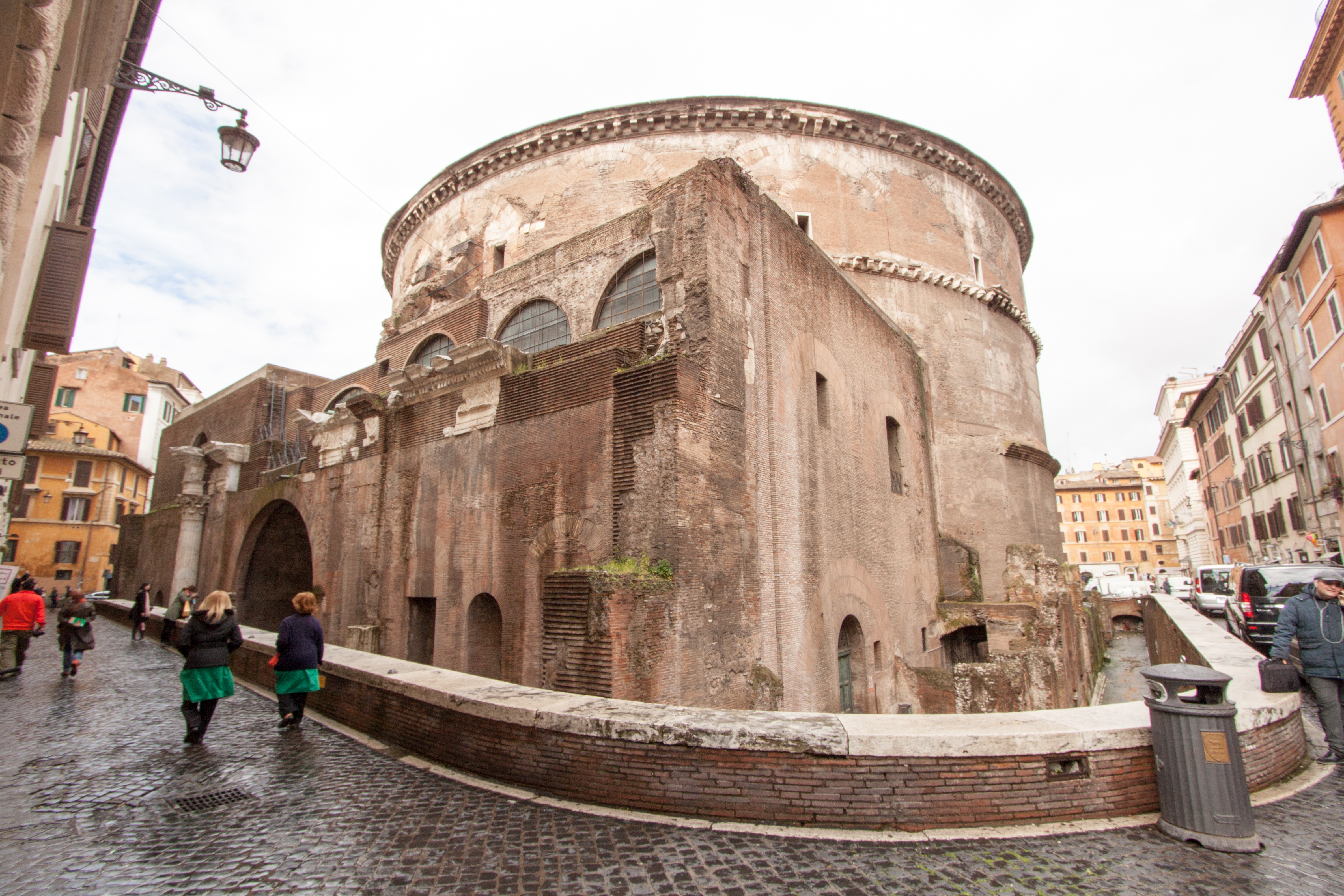
Lämningar efter Neptunus basilika bakom Pantheon.
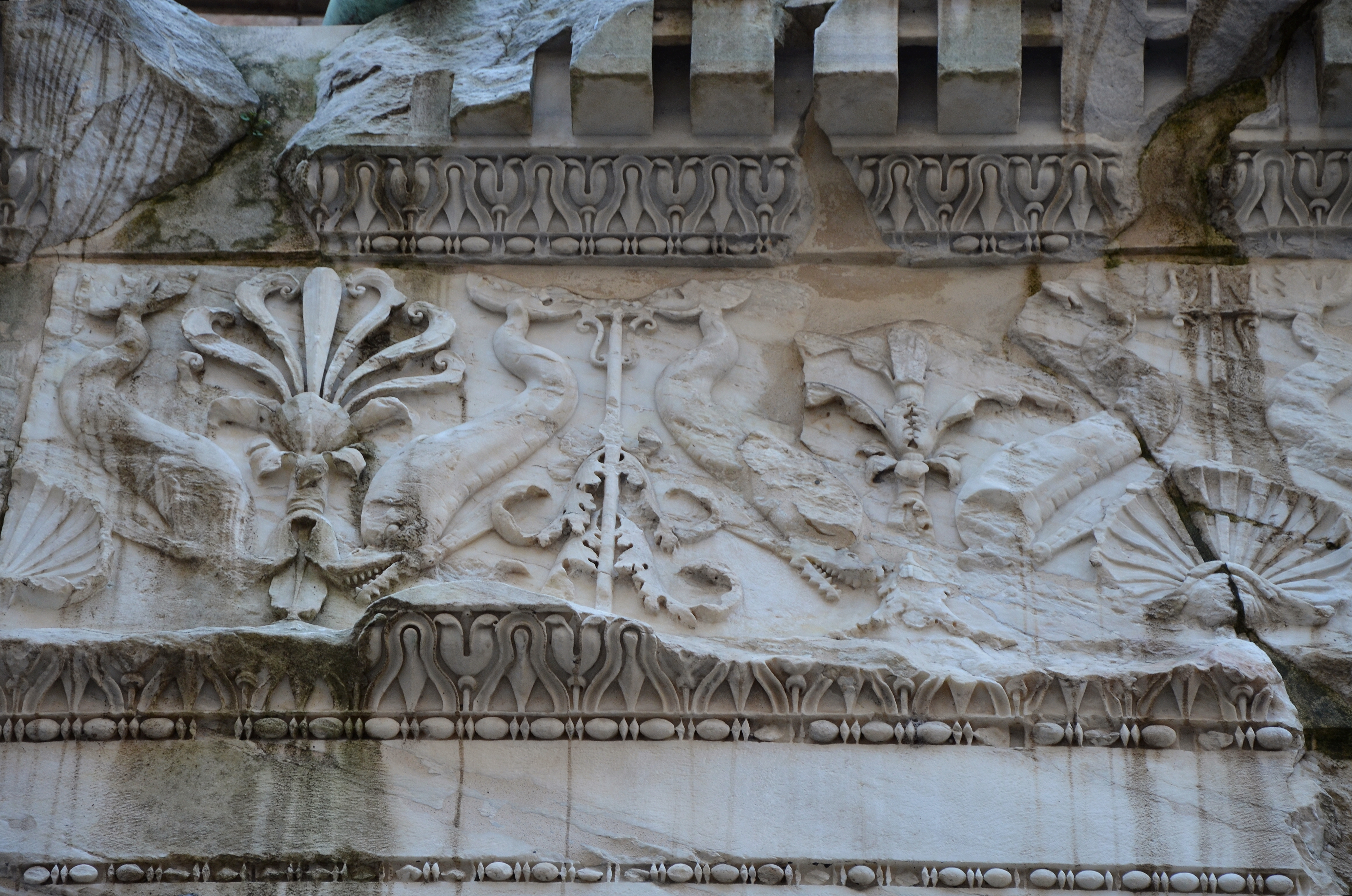
Frisfragment.
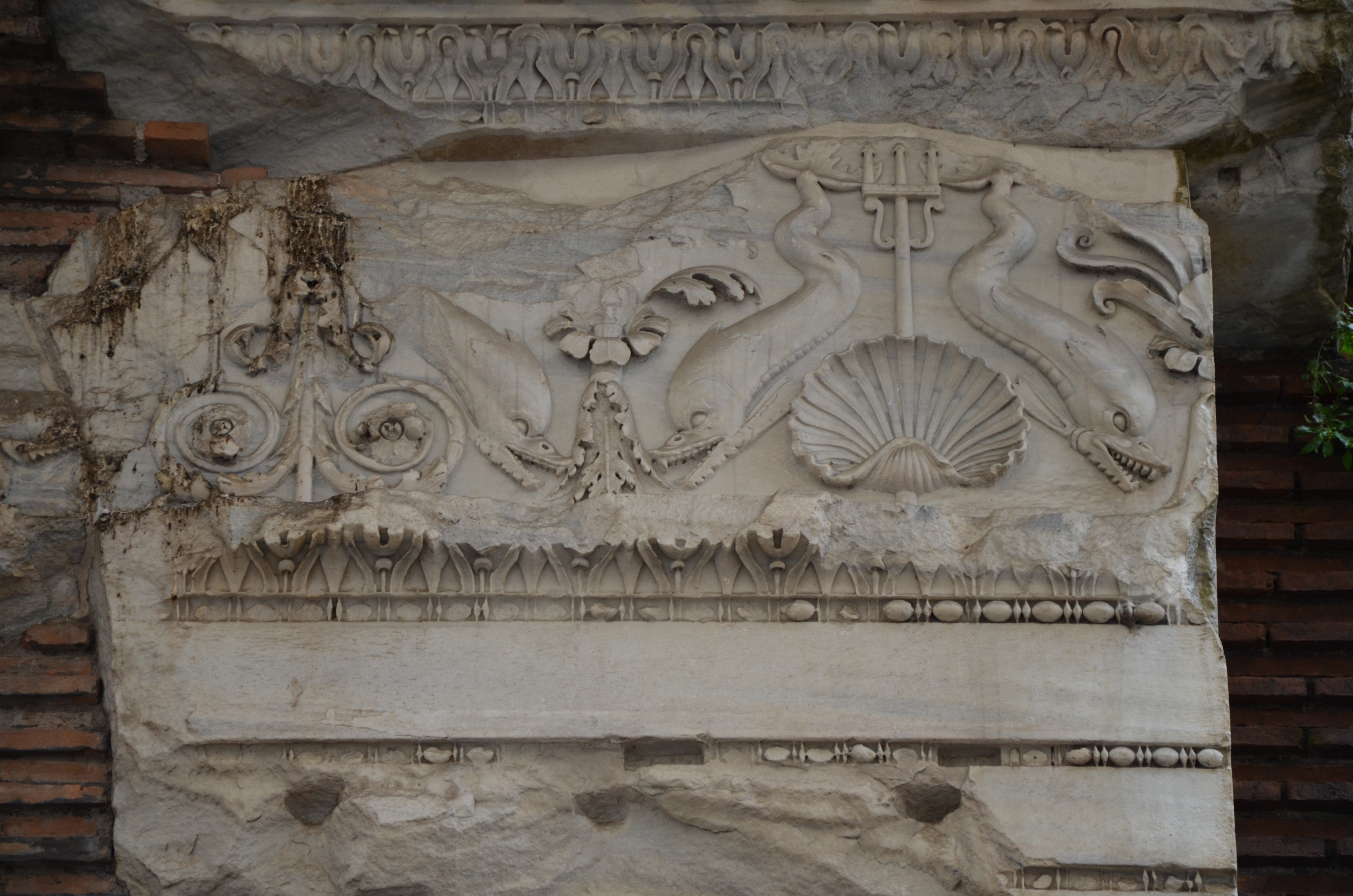
Frisfragment.